# Zakłady Górnicze Polkowice-Sieroszowice
Zakłady Górnicze Polkowice-Sieroszowice – oddział KGHM Polska Miedź, jedna z 3 działających kopalń miedzi w Polsce, położona w okolicach Polkowic i Sieroszowic. Kopalnia ta powstała w wyniku połączenia w 1996 kopalń Polkowice i Sieroszowice. Kopalnia Polkowice rozpoczęła pracę w 1968, a kopalnia Sieroszowice – w 1980.
- Roczne wydobycie: 12 mln t polimetalicznej rudy zawierającej ok. 201 tys. t miedzi, 390 t srebra (dane za 2015), ponadto uzyskuje się ponad 300 tys. t soli[1].
- Szyby: 11 szybów wentylacyjnych, z czego 3 pełnią również funkcję wydobywczą[2].
- System eksploatacji: komorowo-filarowy z ugięciem stropu, z częściowym wypełnieniem zrobów kamieniem.
- Zasoby przemysłowe: 409 mln t (szacunek na 31.12.2015)[1].

ZG Polkowice-Sieroszowice eksploatują złoża w następujących obszarach górniczych:
- Gaworzyce,
- Głogów Głęboki – Przemysłowy,
- Polkowice,
- Radwanice Wschód,
- Sieroszowice.